# Ругази

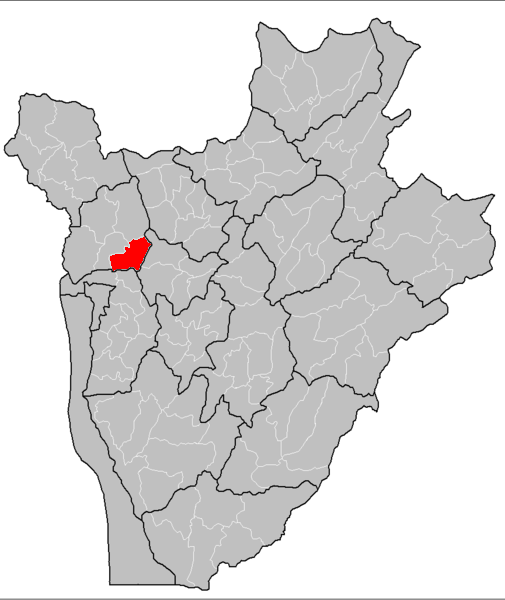

Ругази (рунди и фр. Rugazi) — коммуна в составе провинции Бубанза в Бурунди. Административный центр — одноименный город Ругази.
Расположена на северо-западе страны в 24 км к северо-востоку от столицы г. Бужумбура. Находится недалеко от реки Рузизи, границы с Демократической Республикой Конго в районе северной оконечности озера Танганьика.
Население в 2008 году составляло 57 881 человек. Плотность населения —308 чел. / км².

## История
Ранее входила в состав Руанда-Урунди.
В окрестностях Ругази растёт, в основном, вечнозеленый лиственный лес. 

## Климат
Среднегодовая температура составляет 15 °C. Самый теплый месяц сентябрь, когда средняя температура равна 17°С, а самый холодный апрель +13°С. Среднегодовое количество осадков составляет 1149 мм. Самый влажный месяц — декабрь, в среднем здесь выпадает 175 мм осадков, а самый сухой месяц — июль, когда выпадает 1 мм осадков.

## Известные уроженцы
- Паскаль Бубириза (1932—1972) — бурундийский политический и государственный деятель.